# Fratelli d'Italia (film 1989)
Fratelli d'Italia è un film del 1989 diretto da Neri Parenti e interpretato da Christian De Sica, Jerry Calà, Massimo Boldi e Sabrina Salerno.

## Trama
Il film è composto da tre episodi, slegati tra loro e con protagonisti diversi, con una Fiat Tipo a noleggio a fare da unico filo conduttore. 

### Primo episodio

Nathaly Snel e Christian De Sica in una scena del primo episodio

Cesare, commesso romano, è un giovane di borgata che sogna invano il jet set e la bella vita. Dopo aver programmato una vacanza in Sardegna assieme agli storici amici del quartiere, per un contrattempo non riesce a raggiungerli in tempo all'imbarco del traghetto. Tale disguido lo porta, tuttavia, a imbattersi fortuitamente in Turchese, giovane e bella ereditiera, che per uno scambio di persona crede lo squattrinato Cesare il rampollo di un facoltoso imprenditore.
Il ragazzo approfitta della situazione e riesce così a farsi ospitare a bordo di un grande panfilo, per un lussuoso fine settimana tra aristocratici in Costa Smeralda. Tra un impegno mondano e l'altro, Cesare incontra casualmente anche i suoi amici. Se dapprima se ne vergogna, cercando anche di evitarli per timore di essere smascherato, alla fine è ben lieto di ricongiungersi a loro, una volta resosi conto della superficialità e dello snobismo che permeano l'esistenza di qualsiasi altolocato; mentre la sua condizione sociale di borgataro lo rende sì povero ma felice e spensierato.

### Secondo episodio
Roberto, donnaiolo veronese, scommette coi suoi amici che riuscirà a sedurre Michela, la bella e procace moglie del suo datore di lavoro, il signor Sauli; il quale, per giunta, lo ha preso in simpatia e pensa perfino di promuoverlo. L'uomo riesce a convincere la donna, annoiata dal ménage matrimoniale, a vivere un'avventura extraconiugale e, approfittando di un viaggio di lavoro del marito, i due si allontanano dalla città e raggiungono un hotel fuori mano dove, nei loro piani, nessuno potrebbe mai scoprirli.
Sul più bello arriva però una sgradita sorpresa: a causa di uno sciopero aereo, Sauli si ritrova casualmente con loro proprio nello stesso albergo. Costretto a rinunciare ai suoi piani, Roberto perde la scommessa coi suoi amici, pur se un nuovo e inaspettato incontro con Michela rinnova le sue speranze di conquista.

### Terzo episodio
Carlo, ragioniere milanese e acceso tifoso milanista, si reca in auto nella Capitale per seguire la trasferta del suo Milan sul campo della Roma. Durante il viaggio incappa, tuttavia, in due facinorosi ultras giallorossi, Romolo e Remo, appena usciti di prigione.
Carlo deve quindi fingersi controvoglia tifoso romanista, incappando così in una serie di situazioni paradossali; fino a quando, giunto ai cancelli dello stadio Olimpico, esterna la propria "fede" calcistica. Qui, una serie di equivoci lo porteranno a essere aggredito dalle opposte tifoserie e a finire in manette perché sorpreso a maneggiare un bazooka artigianale.

## Produzione
Il titolo di lavorazione del film era Rent a car, letteralmente "macchina a noleggio".
Tra le location sono riconoscibili, per il primo episodio: piazza di Spagna a Roma, il porto di Olbia e la piazzetta di Porto Rotondo; per il secondo episodio, le piazze Bra, dei Signori e delle Erbe a Verona, la villa Quaranta, De Vecchi di Pescantina e l'hotel Sheraton nella zona romana dell'Eur; per il terzo episodio, vari tratti dell'autostrada Azzurra (A12) e, a Roma, gli ex Mulini Biondi e lo stadio Flaminio. Negli studi ex Dinocittà, sulla Pontina, venne invece ricostruita la sequenza del terzo episodio ambientata all'interno dei bagni dell'autogrill.

## Colonna sonora
La tracklist che accompagna la pellicola presenta alcune delle canzoni pop di maggior successo del periodo. Tra di esse, Gringo e Sex di Sabrina Salerno, già tra i protagonisti del secondo episodio, oltreché Survivor e Y Mi Banda Toca El Rock di Belen Thomas, Look Around di Kate Farrow, Take Me Over delle Be Be Flame e Long Train Running dei Blue Gardenia.

## Accoglienza

### Incassi
Il film si rivelò un successo commerciale con 950 000 000 di lire di incasso.

### Critica
Nonostante il film avesse ottenuto i favori del pubblico, la critica lo stroncò. Tra gli altri Michele Lastrucci, critico per la rivista Ciak, si gira!, scrisse: «Il risultato è tremendo: mazzate al buon gusto, grevità a mitraglia, recitazioni disomogenee. È puro cinema gastronomico che in questo contesto può essere visto e persino apprezzato. [...] Ma se si è sensibili al fascino della suburra, se si sa ridere davanti alla volgarità (volontaria o meno), questo film è impeccabile e ottiene senz'altro lo scopo che si è prefissato».